# The Beatles
The Beatles a fost unul dintre grupurile a cărui muzică a fost cea mai influentă pentru Era Rock care a urmat. Grupul a fost alcătuit din John Lennon (vocal, chitară ritmică), Paul McCartney (vocal, chitară bas), George Harrison (chitară solo) și Ringo Starr (baterie). 
Inițial The Four Fabs au avut ca țintă generațiile de tineri rezultate de după al Doilea Război Mondial, în special în țările de limbă engleză, precum Regatul Unit, SUA, Canada și Australia, dar au devenit după anul lor cel mai glorios, 1964, iubiți și admirați de multiple generații. Judecând după multiple criterii, dintre care vânzările muzicale ocupă un loc însemnat, "The Beatles" este unul din cele mai faimoase și de succes grupuri în istoria muzicii rock, contorizând peste 1,1 miliarde de discuri vândute în lumea întreagă.
În timp ce inițial au devenit faimoși pentru ceea ce unii au etichetat drept muzică pop, lucrările lor de mai târziu au realizat o combinație de laude atât din partea criticilor cât și din partea ascultătorilor inegalată în secolul XX. În cele din urmă, ei și-au dovedit nu doar talentul de muzicieni, au pășit granița spre cinematografie, și în particular, în cazul lui John Lennon este vorba de activism politic.
În 2004 revista Rolling Stone clasa trupa The Beatles pe locul 1 pe lista celor 100 cei mai mari artiști ai tuturor timpurilor. În conformitate cu aceeași revistă, muzica inovativă a trupei The Beatles și impactul cultural au ajutat la definirea anilor 1960.

## Istoric

### Formarea, Hamburg și popularitatea în Regatul Unit
În 1954, John Lennon, elev la Quarry Bank High School, reunind pe câțiva dintre colegii de școală, formează grupul "Blackjacks", pe care îl schimbă ulterior în "The Quarrymen", după ce află că un grup local respectat avea același nume.
Paul McCartney l-a cunoscut pe John Lennon pe 6 iulie 1957 și a intrat în formația acestuia, la 15 ani, după ce l-a impresionat pe John cu partitura unei versiuni proprii după un cântec la modă al lui Eddie Cochran. McCartney l-a chemat, în februarie 1958, pe George Harrison să asculte trupa. A dat ulterior o audiție pentru a deveni membru, însă Lennon considera că este prea tânăr (Harrison avea atunci abia 14 ani), însă după o lună de insistențe, l-a acceptat ca și chitarist principal. În ianuarie 1959, prietenii lui Lennon de la Quarry Bank High School au părăsit grupul iar el a început studiile la Liverpool College of Art. Cei trei cântau rock and roll de fiecare dată când găseau un toboșar. Prietenul lui Lennon de la colegiu, Stuart Sutcliffe, care își vânduse recent una dintre picturi, a fost convins să-și cumpere o chitară bas și a intrat în trupă în ianuarie 1960. El a fost cel care a sugerat ca numele să fie schimbat în Beetles, ca un tribut către Buddy Holly și The Crickets („Greierii”). S-a păstrat conceptul de „insectă” (beetle) și a fost combinat cu conceptul muzical de bătaie a măsurii (beat). Ei au folosit acest nume până în mai, când au devenit The Silver Beetles. La începutul lui iulie, și-au schimbat numele în The Silver Beatles, iar apoi, la mijlocul lui august, în The Beatles.
În acea perioadă, la baterie era Pete Best. Cântau într-un mic club numit Casbah; apoi întreprind un turneu la Hamburg. În decembrie 1961, Brian Epstein devine impresarul lor.
În aprilie - mai 1962, fiind angajați la "Star Club" din Hamburg, cântă ocazional cu bateristul Ringo Starr (pe numele său adevărat Richard Starkey) din formația Rory Storm and the Hurricanes.
În august 1962 Ringo Starr este cooptat în trupă; înlocuindu-l astfel pe Best, distribuția Beatles devine completă. În același an, George Martin, producător al casei Parlophone (membră a EMI), acceptă, la insistențele lui Brian Epstein, o audiere a "Beatles"-ilor. Este semnat imediat un prim contract.
La 5 octombrie 1962 formația și-a lansat discul de debut Love Me Do pe partea A și P.S. I Love You pe partea B. La 26 noiembrie 1963, Beatles înregistrează al doilea disc Please Please Me care va ajunge numărul doi în topul oficial al Marii Britanii.

### Beatlemania (1963-1966)

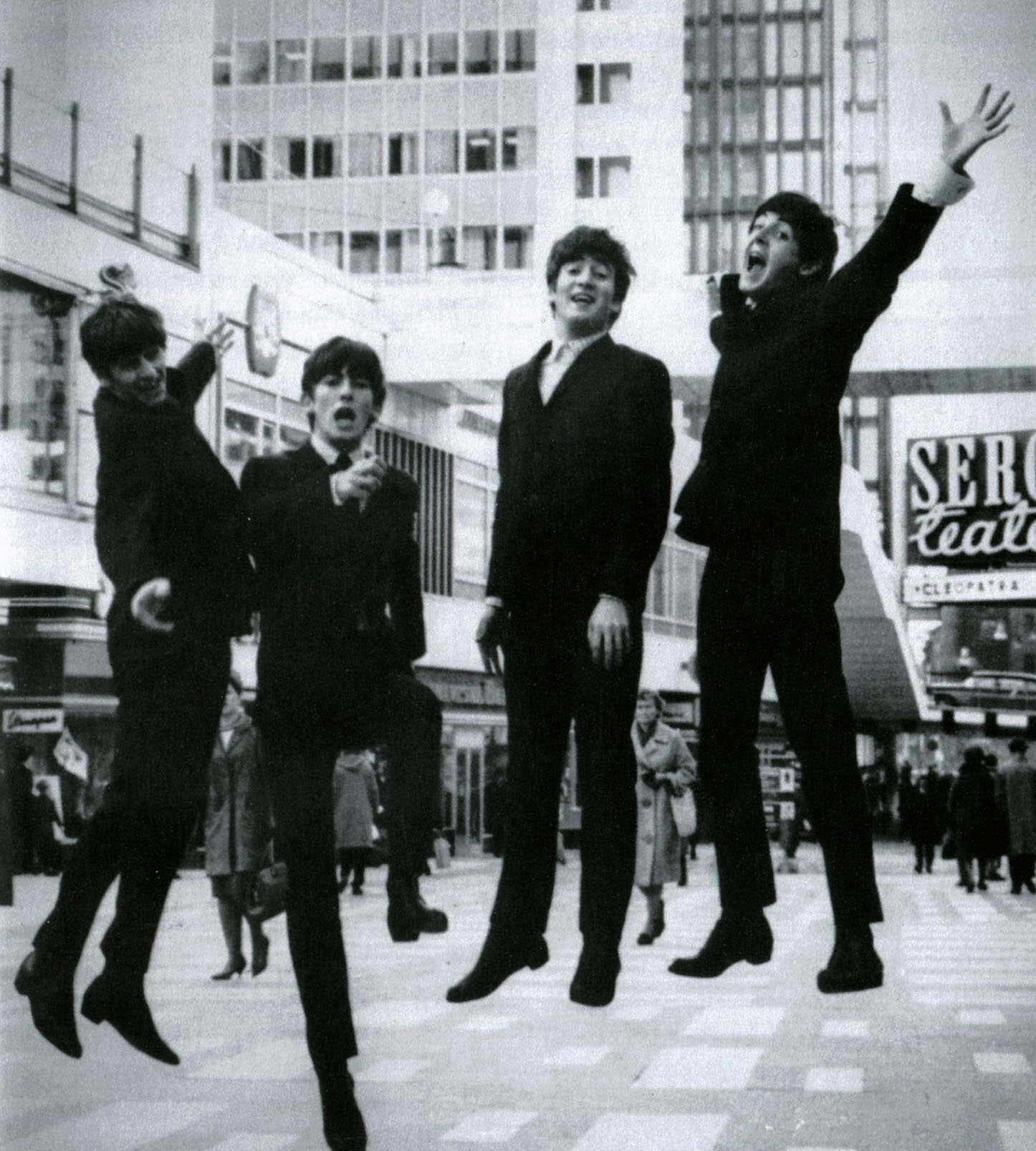
The Beatles în Stockholm, Suedia (1963)

În decursul anului 1963, discurile formației se statornicesc pe locul întâi din topurile britanice. Numărul total al discurilor care se vânduseră în acest an, de două milioane și jumătate, constituia un record în istoria muzicală a Marii Britanii.
În aprilie 1963 apare al treilea single, From Me to You. În perioada mai-iunie, participă la un nou turneu, alături de Roy Orbison, iar in august apare single-ul She Loves You (tirajul precomandat: 500.000 exemplare).
Mania pentru Beatles a început în Anglia pe 13 octombrie 1963 cu o apariție televizată la London Palladium (Sâmbătă seara la Palladium). Turneul în Suedia s-a soldat cu un imens succes. În noiembrie 1963 - Beatles cântă la Royal Command Performance, în același program cu Marlene Dietrich și Maurice Chevalier. La sfârșitul anului 1963, apare albumul With The Beatles (precomandă 1.000.000 de cereri). Un critic de la ziarul Sunday Times scria: "sunt cei mai mari compozitori după Beethoven".
În ianuarie 1964, susțin concertul "Olympia", alături de Trini Lopez și Sylvie Vartan. Single-ul I Want to Hold Your Hand va ocupa locul I în top-urile americane.
Beatlemania a explodat apoi în SUA, în urma a 3 apariții a trupei în show-ul T.V. al lui Ed Sullivan - "The Ed Sullivan Show", pe 9 februarie (73 milioane de telespectatori), 16 februarie și 23 februarie 1964. A urmat concertul de la "Coliseum", Washington, care a reușit să strângă 20.000 mii de spectatori.
Această trupă, ce cânta muzică pop pe atunci, a devenit în scurt timp un fenomen mondial cu fani care-i adorau pe membrii trupei, cu adulații isterice din partea fanilor și condamnări din partea comentatorilor culturali și alții, printre care și Frank Sinatra.
O parte a criticii adresate trupei își avea originea în confuzia asupra surselor muzicii lor (o confuzie asemănătoare a planat și asupra lui Elvis Presley în 1956, criticile provenind de la persoane care nu cunoșteau tradiția muzicii blues, R&B și gospel din care răzbătea Elvis) iar o parte era cauzată de reacția neîncrezătoare cu privire la lungimea părului membrilor The Beatles.
În 1964, ei au ocupat primele 5 poziții ale Hot 100 din revista Billboard, o realizare care nu a mai fost repetată.
În mai-iunie au urmat turnee în Europa și Australia, iar în iulie a avut loc premiera filmului A Hard Day's Night - single-ul cu acest titlu cucerind rapid locul I în clasamente. În august-septembrie au susținut primul mare turneu peste ocean (întâlnire cu Bob Dylan), continuat cu turneul prin Anglia, show-ul televizat împreună cu The Yardbirds și apariția melodiei I Feel Fine/She's a Woman (locul I în topuri).
În 1965, cei patru au fost desemnați membri ai Ordinului Imperiului Britanic pentru contribuții deosebite (redresarea balanței financiare a Angliei grație vânzării masive de discuri ale grupului). În același an, începe turnarea filmului Help!, având premiera în luna iunie. În august-septembrie, susțin un nou turneu peste ocean, în cadrul căruia, un concert cu 55.000 de spectatori a fost filmat de Brian Epstein. În același an Lennon și Harrison au început să consume LSD, iar McCartney ceva mai târziu, spre sfârșitul anului 1966.
În 1966 a urmat ultimul concert în Anglia organizat de publicația New Musical Express, în iulie turneul în R.F. Germania (primiți triumfal la Hamburg), apoi turneul în Filipine (record al numărului de spectatori - 100.000) și concert în Japonia.

### Controverse (1966-1970)
Lennon a afectat imaginea The Beatles, în anul următor, când a afirmat într-un interviu că, religia creștină este pe moarte, susținând că Beatles e mai populară ca Iisus. În cele din urmă, și-a cerut scuze, după ce a fost criticat foarte dur de către grupuri religioase, după ce albumele lor au fost interzise sau chiar arse în țări din America de Sud, și după ce au primit amenințări din partea unor grupuri ca Ku Klux Klan.
The Beatles, după concertul din Candlestick Park, din San Francisco, pe 29 august 1966, și-au concentrat forțele în studioul de înregistrări, noile compoziții și experimente muzicale ridicându-le reputația artistică în mod remarcabil păstrându-și totuși uriașa popularitate. Însă, soarta financiară a grupului a luat o întorsătură nefavorabilă atunci când managerul lor, Brian Epstein, a murit pe 27 august 1967.
După aceasta, membrii trupei și-au urmat interesele individuale și s-au întâlnit tot mai rar. Ultimul lor concert este considerat a fi apariția live pe acoperișul studio-urilor Apple, din Londra, în ianuarie 1969, și a apărut compilat în albumul "Let It Be". În iulie 1969 trupa s-a reunit pentru a înregistra albumul Abbey Road. Oficial, Beatles s-a destrămat în 1970, și orice speranță a unei reuniuni a fost zdrobită când Lennon a fost asasinat de către Mark David Chapman în 1980. Totuși, o reuniune virtuală a avut loc în 1995, odată cu lansarea a două înregistrări ale lui Lennon, la care și-au adus contribuția și ceilalți 3 membri Beatles. Au rezultat piesele "Free as a Bird" și Real Love". Au mai fost lansate, de asemenea, 3 albume ce conțineau material nelansat anterior, precum și un documentar, proiect cunoscut sub numele The Beatles Anthology.

## Discografie (albumele originale din Marea Britanie)
- Please Please Me, 22 martie 1963
- With the Beatles, 22 noiembrie 1963
- A Hard Day's Night, 10 iulie 1964
- Beatles for Sale, 4 decembrie 1964
- Help!, 6 august 1965
- Rubber Soul, 3 decembrie 1965
- Revolver, 5 august 1966
- Sgt. Pepper's Lonely Hearts Club Band, 1 iunie 1967
- Magical Mystery Tour, 8 decembrie 1967
- The Beatles, 22 noiembrie 1968
- Yellow Submarine, 13 ianuarie 1969
- Abbey Road, 26 septembrie 1969
- Let It Be, 8 mai 1970

## Componență
- John Lennon – chitară ritmică, voce
- Paul McCartney – bas, voce
- George Harrison – chitară solo, voce
- Ringo Starr – baterie, voce

### Foști membri
- Pete Best – baterie
- Stuart Sutcliffe – bas

## Galerie

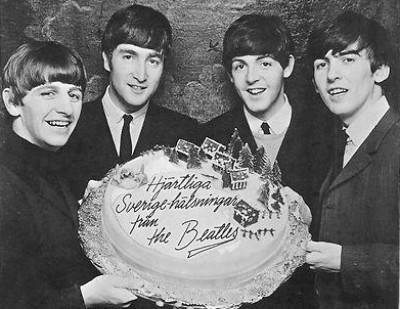
The Beatles în Stockholm, 1963
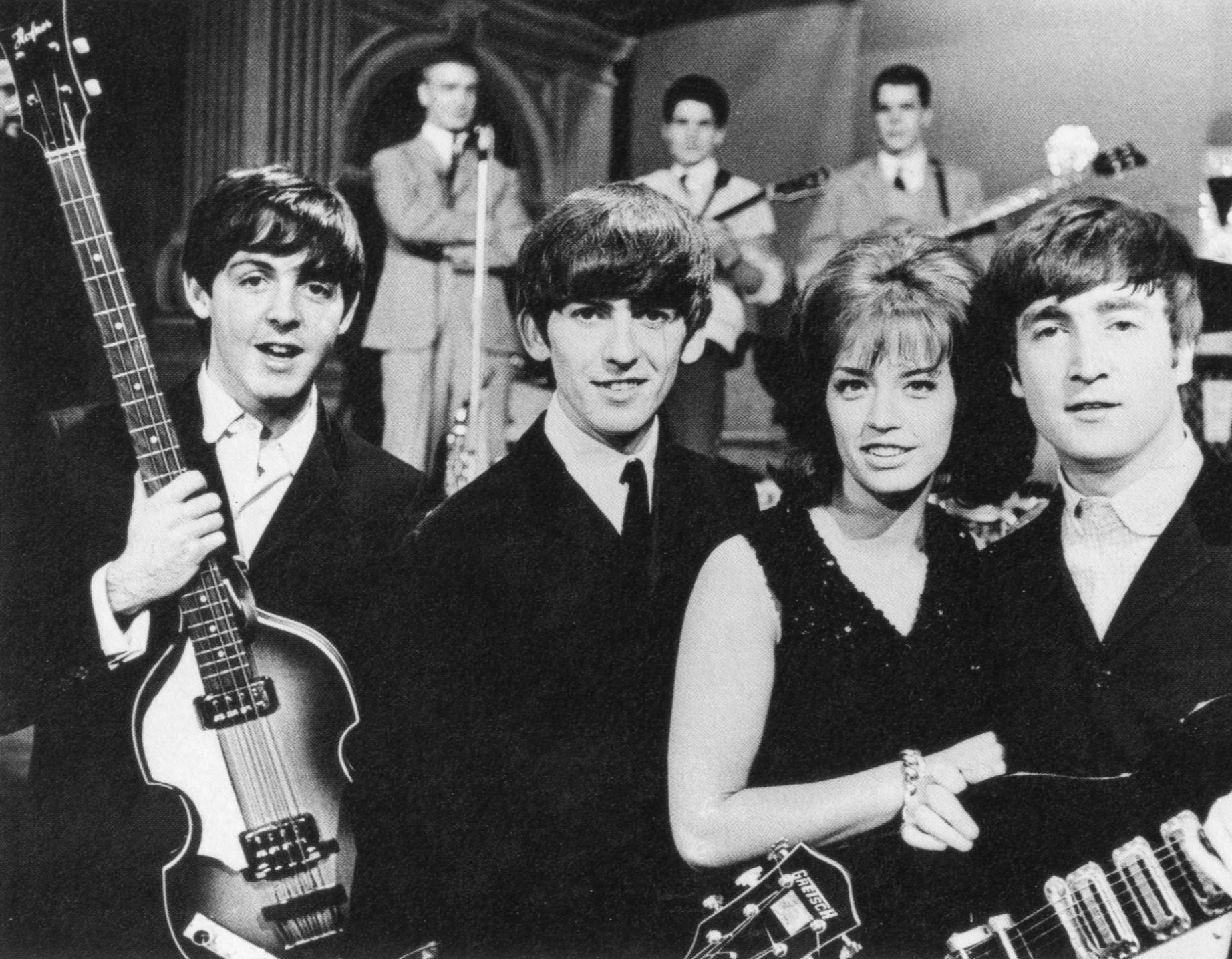
McCartney, Harrison, cântăreața pop Lill-Babs și Lennon pe platoul emisiunii suedeze Drop-In, 30 octombrie 1963
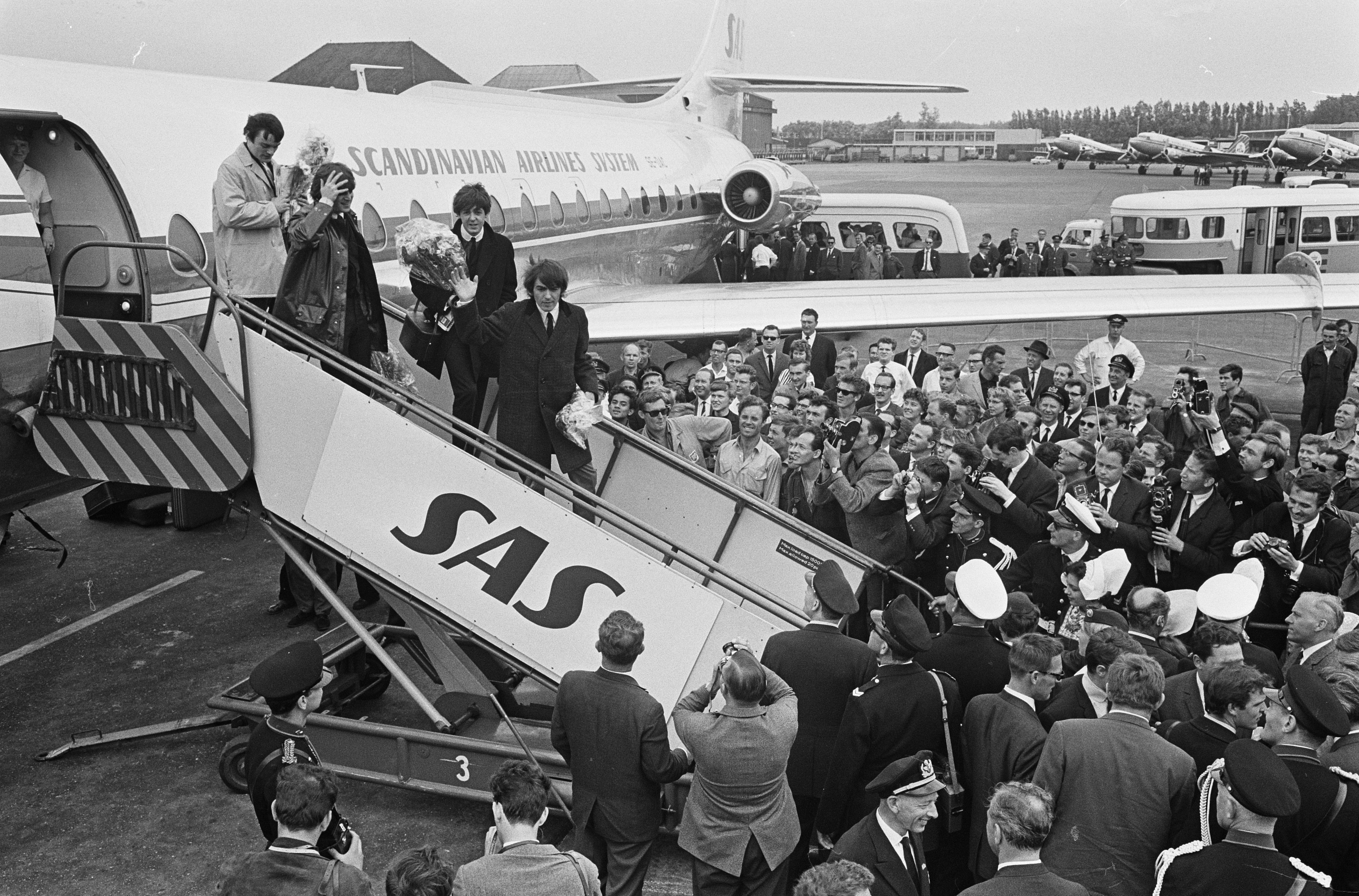
The Beatles fiind primiți de presă la ajungerea în Țările de Jos, 1964
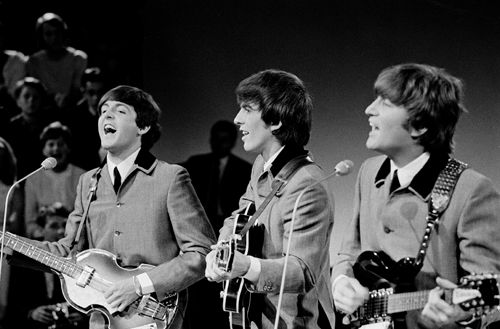
Paul, George și John cântând la chitară, 1964
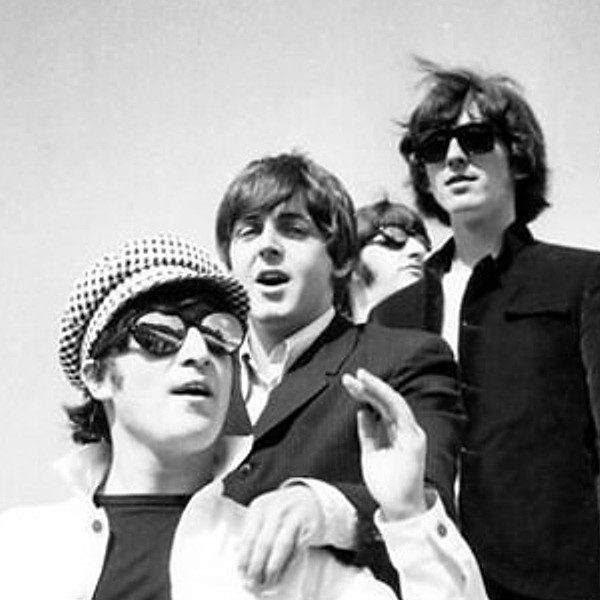
The Beatles în Madrid, 1965
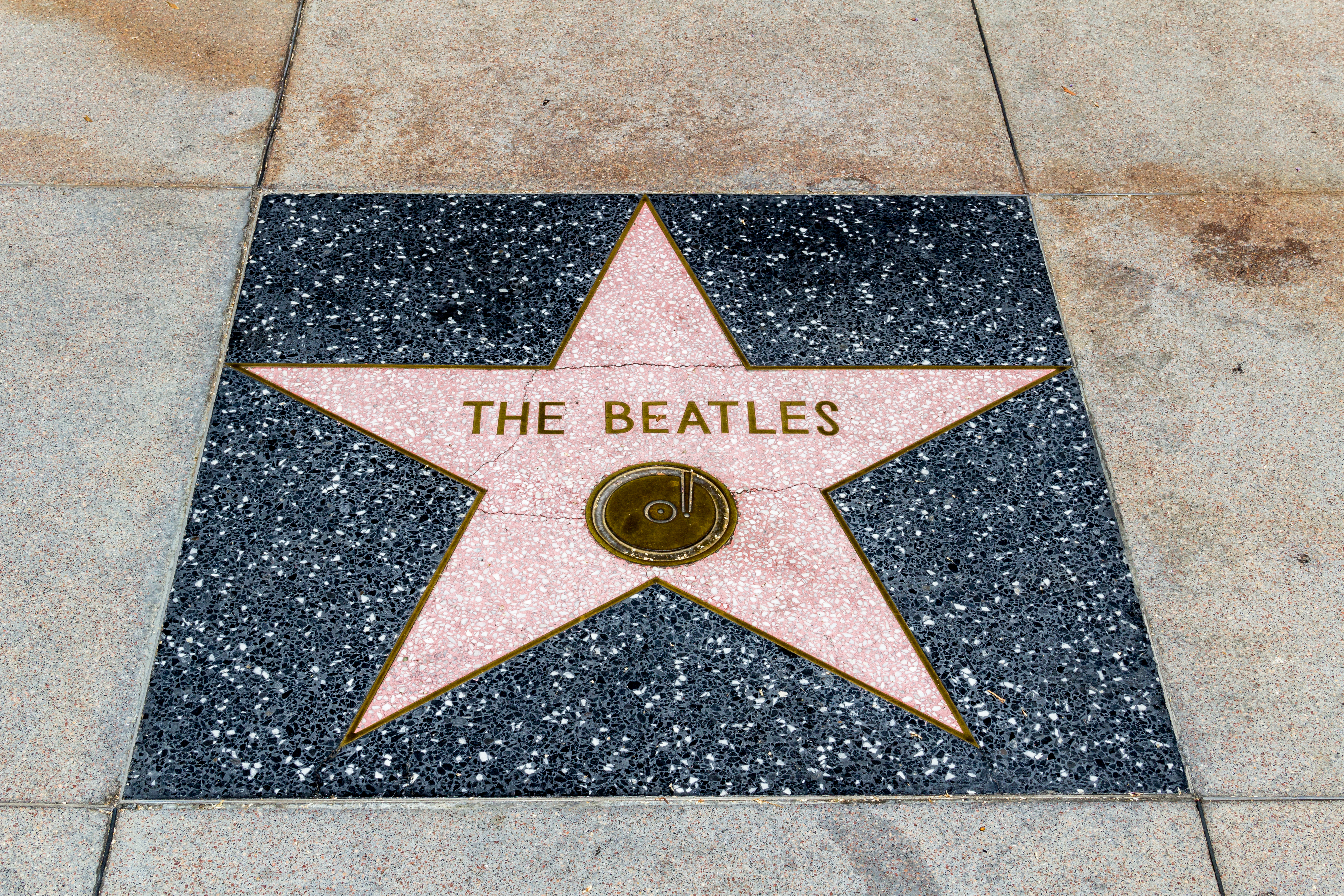
Steaua formației The Beatles de pe Hollywood Walk of Fame